# Palestijnse pond

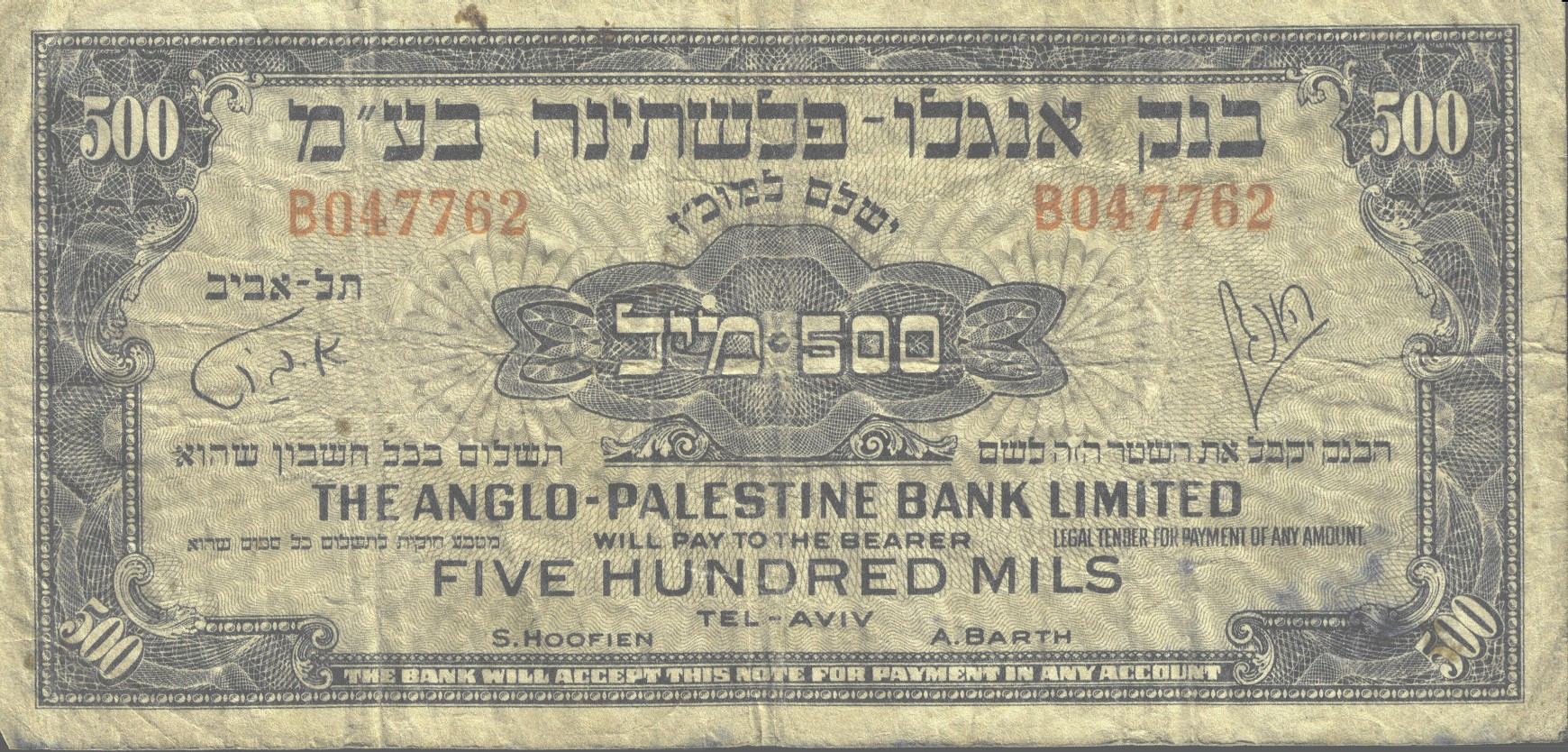
Een brief van 500 mil (½ pond) uitgegeven door de Anglo-Palestijnse Bank in Tel Aviv in 1948.

Het Palestijnse pond (Arabisch: جنيه فلسطيني, Junyah Filastini; Hebreeuws: פֿוּנְט פַּלֶשְׂתִינָאִי א"י)), funt palestina'i (eretz-yisra'eli), ook Hebreeuws: לירה א"י)) lira eretz- yisra'elit) was de munteenheid van het Britse Mandaatgebied Palestina van 1927 tot 14 mei 1948 en van de staat Israël van 15 mei 1948 en augustus 1952, toen hij werd vervangen door het Israëlische pond (of lire). Op 24 februari 1980 werd de Israëlische sjekel ingevoerd.
Het Palestijnse pond was ook de munt van Transjordanië. Jordanië voerde de Jordaanse dinar op 1 juli 1950 in; na 30 september 1950 werd het Palestijnse pond in Jordanië en op de Westelijke Jordaanoever niet meer gebruikt. In de Gazastrook maakte het Palestijnse pond plaats voor het Egyptische pond.
Het Palestijnse pond was verdeeld in 1000 mils (Arabisch: مل, Hebreeuws: מִיל).
Er was een verslag dat de Palestijnse Autoriteit in 2011 overwogen om nieuwe bankbiljetten en munten uit te geven (Palestijnse dinar). Dit kwam echter nooit tot stand. De herinvoering van de Palestijnse munteenheid werd verschillende keren afgewezen door Israël.